# Josef Feiten
Josef Feiten (* 14. Dezember 1888 in Hetzerath (Eifel); † 11. Mai 1957 in Trier) war ein deutscher Pädagoge und Schriftsteller.

## Leben
Josef Feiten war der Sohn eines Volksschullehrers. Er studierte Germanistik, Geschichte und Romanistik an den Universitäten in München, Lyon, Straßburg und Bonn. Nachdem er 1915 das Staatsexamen bestanden hatte, nahm er als Soldat am Ersten Weltkrieg teil. Ab 1919 war er als Gymnasiallehrer in Bernkastel-Kues tätig; im gleichen Jahr heiratete er Susanne Tressel, die Schwester des Schriftstellers Ernst Thrasolt. Ab 1922 wirkte Feiten als Lehrer in Essen; 1926 promovierte er an der Universität Bonn mit einer Arbeit über den Philosophen Hermann Lotze zum Doktor der Philosophie. Ab 1943 war Feiten Dozent an der Lehrerbildungsanstalt in Trier; nach 1945 wirkte er als Schulrat und Oberregierungsrat mit am Aufbau des neuen Volksschulwesens in Rheinland-Pfalz.
Josef Feitens literarisches Werk, das sowohl vom Katholizismus als auch von der tiefen Heimatverbundenheit des Autors geprägt ist, umfasst Erzählungen, Gedichte und Theaterstücke. Feiten schrieb teilweise auch in moselfränkischer Mundart.
In der Deutschen Demokratischen Republik wurde seine Schrift Ein Spiel vom deutschen Helden (Höfling, München 1934) auf die Liste der auszusondernden Literatur gesetzt.

## Werke
- Ein Weg der Liebe, Warendorf in Westf. 1915
- Heimweh, Saarlouis 1919
- Das naive Weltbild, Paderborn 1919
- Nickel und Goldköpfchen. Das Rosengartenlied, Saarlouis (Rhld.) 1919
- Cusanus und Eberhard, Berlin-Weißensee 1923
- Anima, Paderborn 1925
- Du Welt der Liebe, Leipzig 1925
- Vater unser, Paderborn 1925
- Die ästhetische Gerechtigkeit bei Hermann Lotze, Paderborn 1926
- Am Aufbau der Zeit, Paderborn 1926
- Bunte Fracht, Paderborn 1926
- Unserer Lieben Frauen Rosengarten, Berlin 1926
- Die Moselsage, M.-Gladbach 1927
- Das frohe Heim, Düsseldorf 1929
- Der Tag unseres Volkstums oder Politik aus dem ganzen Menschen, Paderborn 1930
- Der goldene Teller, Paderborn 1931
- Ein Spiel vom deutschen Helden, München 1934
- Weihnachtsbuch, Trier 1948
- Hämfaohrt, Konz 1952

## Herausgeberschaft
- Ons Muselland, Konz b. Trier 1950